# Grande Cache

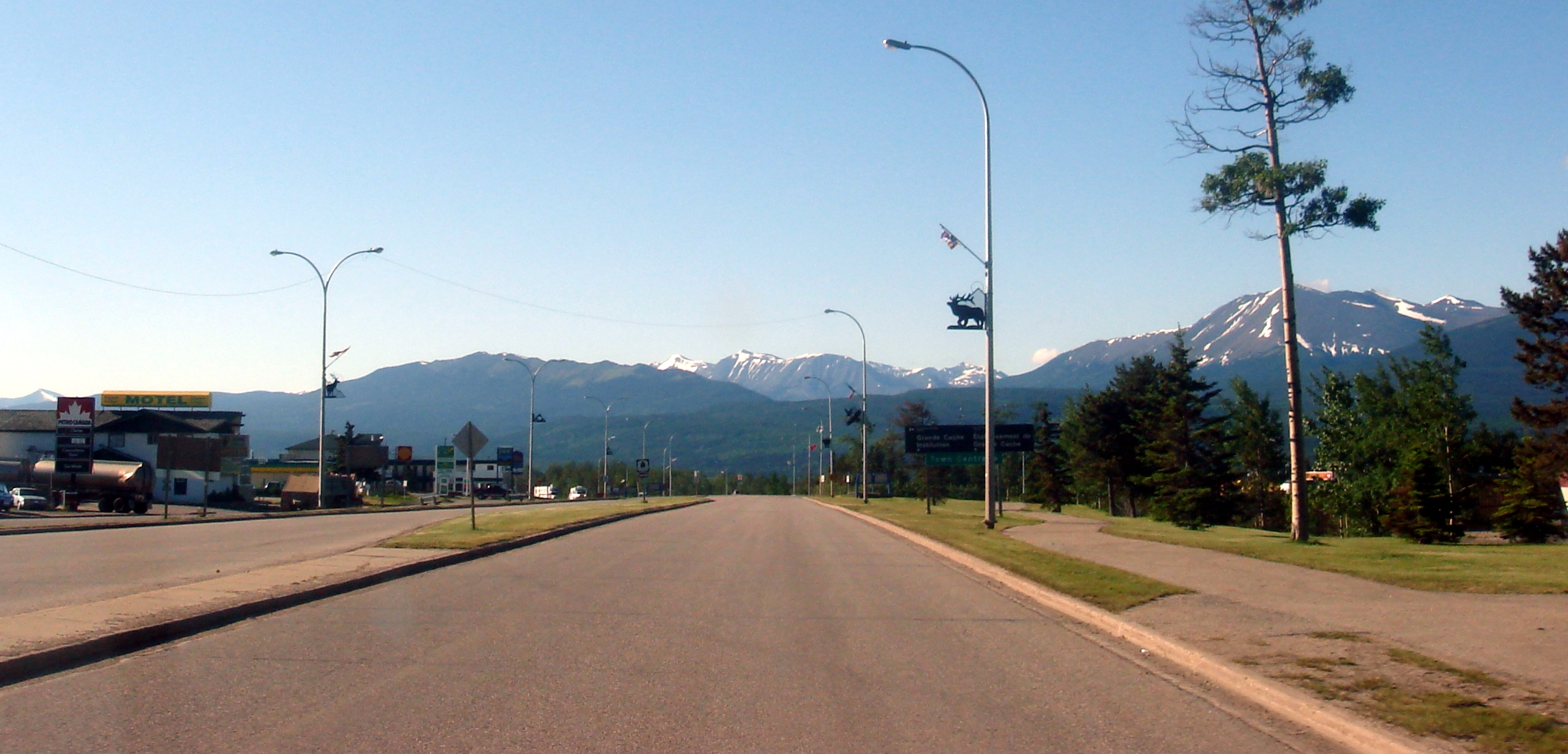
Der Highway 40 führt durch Grande Cache

Grande Cache ist eine Stadt im westlichen Alberta zu Füßen des Grande Mountain, die Provinzhauptstadt Edmonton befindet sich etwa 440 km östlich.

## Lage
Grande Cache liegt auf einem Hochplateau in etwa 1.280 m Höhe am Osthang der Rocky Mountains und ist von den Tälern des Smoky River nach Norden, des Sulphur River in Richtung Westen und des Victor Lake sowie des Grand Cache Lake nach Süden umgeben.

## Klima
Trotz der Lage in der subalpinen Zone wird die Kälte des Winters häufig durch den Chinook gemindert, im Sommer werden Tagestemperaturen von mehr als 25 °C erreicht. 

## Geschichte
Das Gebiet diente in früheren Jahren als Stapelplatz der Ureinwohner – hauptsächlich Cree – und Trapper, da durch die Flüsse Transportmöglichkeiten gegeben waren. Nachdem Prospektoren Mitte des 20. Jahrhunderts im Tal des Smoky River abbauwürdige Vorkommen an Steinkohle gefunden hatten, beschloss die Regierung der Provinz Alberta am 1. September 1966 die Gründung einer Siedlung. Die Erschließungsarbeiten – wie die Verlängerung des Alberta Highway 40 (Bighorn Route) und der Bau einer nur für den Güterverkehr genutzten Eisenbahnlinie des Alberta Rail-Net – begannen umgehend, 1969 wurden erste Gebäude auf dem Gebiet der heutigen Stadt errichtet. Im Jahr 1971 war die notwendige Infrastruktur der isolierten Siedlung komplettiert.
Genau 17 Jahre nach dem Beschluss zur Errichtung der Siedlung erlangte Grand Cache am 1. September 1983 Stadtrecht.

## Wirtschaft und Infrastruktur
Zunächst war Grande Cache als Siedlung für die Mitarbeiter der McIntyre Porcupine Coal Ltd. geplant, die Bewohner waren zunächst fast ausschließlich in den Minen der Umgebung oder in der HR Milner Generating Station beschäftigt. Erst 1980 erfolgte, um die Diversifikation der Industrie voranzutreiben und die Abhängigkeit von einem Rohstoff zu mildern, die Errichtung eines Sägewerks und einer holzverarbeitenden Fabrik; darüber hinaus wurde im Jahr 1984 eine Strafanstalt errichtet.
In den letzten Jahren des 20. Jahrhunderts begann der Abbau von Erdöl und Erdgas in einem bedeutenden Feld, mehrere international bekannte Firmen sind an der Erschließung und am Abbau beteiligt.
Trotz dessen ist die Bevölkerungsentwicklung seit Mitte der 1980er Jahre rückläufig. Die Lage in unmittelbarer Nähe zum Willmore Wilderness Park sowie an einer landschaftlich schönen Zugangsroute zum Alaska Highway über den Icefields Parkway und die Bighorn Route eröffnen Potentiale zur weiteren Entwicklung des touristischen Sektors.
Grande Cache ist über den Alberta Provincial Highway 40 mit dem 142 km entfernten Yellowhead Highway (Canada Highway 16) und dem 191 km entfernt gelegenen Grande Prairie an der East Access Route des Alaska Highway verbunden. Zu den umliegenden Siedlungen, welche zur Aseniwuche Winewak Nation gehören, bestehen Straßenverbindungen. 
Südöstlich der Stadt befindet sich in 24 km Entfernung auf 1.255 m Höhe ein Flughafen (Koordinaten 53°55'01"N, 118°52'28"W), der über eine asphaltierte Landebahn mit einer Länge von 1.525 m besitzt und gleichzeitig als Basis für Löschflugzeuge dient. Linienflugverkehr besteht nicht.
Es stehen mehrere Motels, Restaurants, Supermärkte, Tankstellen und Banken zur Verfügung, eine Touristen-Information am südlichen Zugang zur Stadt ist an Wochentagen ganzjährig geöffnet.

## Söhne und Töchter der Stadt
- Dean McAmmond (* 1973), kanadischer Eishockeyspieler
- Travis Roche (* 1978), kanadischer Eishockeyspieler